# Боголюбов Юхим Дмитрович
Юхи́м Дми́трович Боголю́бов (01(13) квітня 1889, с. Станіславчик Черкаського повіту, Київська губернія, нині Матусівської сільської ради Звенигородського району Черкаської області — † 18 червня, 1952, Тріберг-ім-Шварцвальд, ФРН) — український, радянський і німецький шахіст. Українець. Міжнародний гросмейстер (1951), претендент на звання чемпіона світу з шахів наприкінці 1920-х — на початку 1930-х років. Шаховий теоретик.

## Життєпис

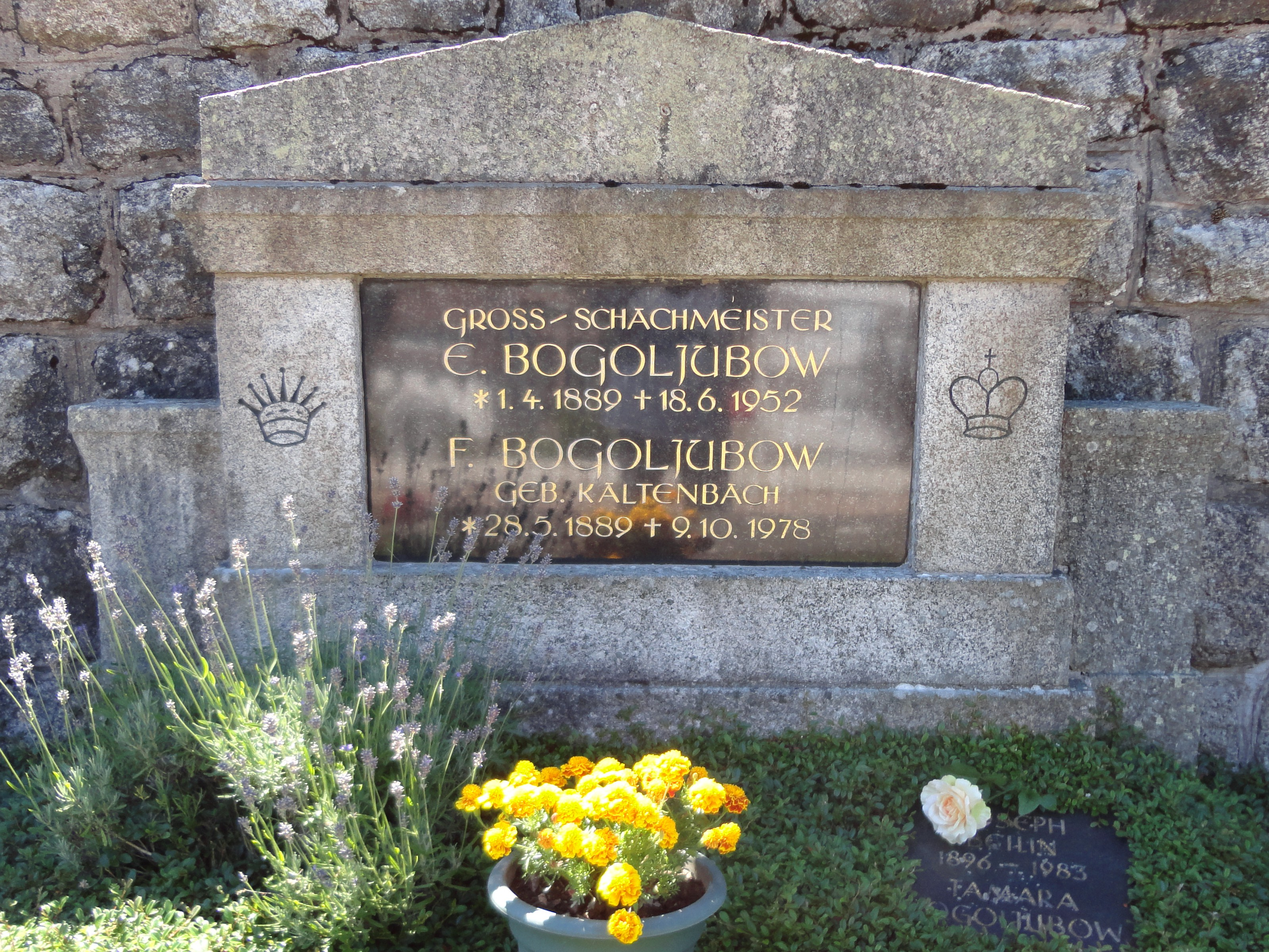
Могила Юхима Боголюбова, Тріберг

Уперше заявив про себе в київських змаганнях. Успішно виступав у турнірах з 1909 по 1913 рік: Одеса (Південноросійський турнір; 1909/10) — 2-3-е місце; Вільно (турнір аматорів; 1912) — 2-е місце; Всеросійський турнір майстрів (1913/14), отримав звання майстра. 1914 року брав участь у 19-му конгресі Німецького шахового союзу в Мангаймі, який перервала Перша світова війна. Після інтернування до міста Тріберг-ім-Шварцвальд одружився з донькою вчителя місцевої школи й залишився в Німеччині. Починаючи з 1919 року, регулярно брав участь у міжнародних змаганнях:
- Берлін (1919) — 1-е місце;
- Стокгольм (1919) — 1-е місце;
- Гетеборг (1920) — 3-е місце;
- Берлін (1920) — 1-е місце;
- Стокгольм (1920) — 2-3-е місце;
- Кіль (1921) — 1-е місце;
- П'єштяни (1921) — 1-е місце;
- Лондон (1922) — 5-е місце;
- Маргіт (1923) — 2-5-е місце;
- Карлови-Вари (1923) — 1-3-е місце;
- Моравська-Острава (1923) — 7-8-е місце;
- Нью-Йорк (1924) — 7-е місце;

Після повернення до СРСР виступив у кількох всесоюзних та міжнародних змаганнях:
- Чемпіонат СРСР (1924) — 1-е місце;
- Чемпіонат СРСР (1925) — 1-е місце;
- Баден-Баден (1925) — 4-е місце;
- Бреслау (1925) — 1-е місце;
- Москва (1925) — 1-е місце;

У 1926 році знову переїхав до Німеччини.

## Претендент на шахову першість
Грав проти О. Алехіна два матчі за світову першість. Обидва матчі програв:
- Алехін — Боголюбов (Німеччина, 1929) — (+11, −5, =9)
- Алехін — Боголюбов (Німеччина, 1934) — (+8, −3, =15)

Восьмиразовий чемпіон Німеччини (1928–1939). Найкращі результати в міжнародних змаганнях в останній період життя:
- Берлін (1926) — 1-е місце;
- Берлін (1927) — 2—4-е місце;
- Бад-Гомбург (1927) — 1-е місце;
- Берлін (1928) — 1-е місце;
- Бад-Кіссінген (1928) — 1-е місце;
- Сан-Ремо (1930) — 4-е місце;
- Стокгольм (1930) — 2—3-е місце;
- Блед (1931) — 2-е місце;
- Схевенінген (1933) — 2—3-е місце;
- Цюрих (1934) — 4-е місце;
- Бад-Наухайм (1935) — 1-е місце;
- Штутгарт (1939) — 1-е місце;
- Мюнхен (1941) — 4-е місце;
- Краков (1941) — 3-е місце;
- Мюнхен (1942) — 3—5-е місце;
- Бад-Пірмонт (Зональний турнір ФІДЕ) (1951) — 7-е місце;

Розробив систему у ферзевому гамбіті, що названа його ім'ям, а також низку варіантів у королівському гамбіті та французькому захисті.